# Burg FR
| FR ist das Kürzel für den Kanton Freiburg in der Schweiz. Es wird verwendet, um Verwechslungen mit anderen Einträgen des Namens Burg (Begriffsklärung) zu vermeiden. |

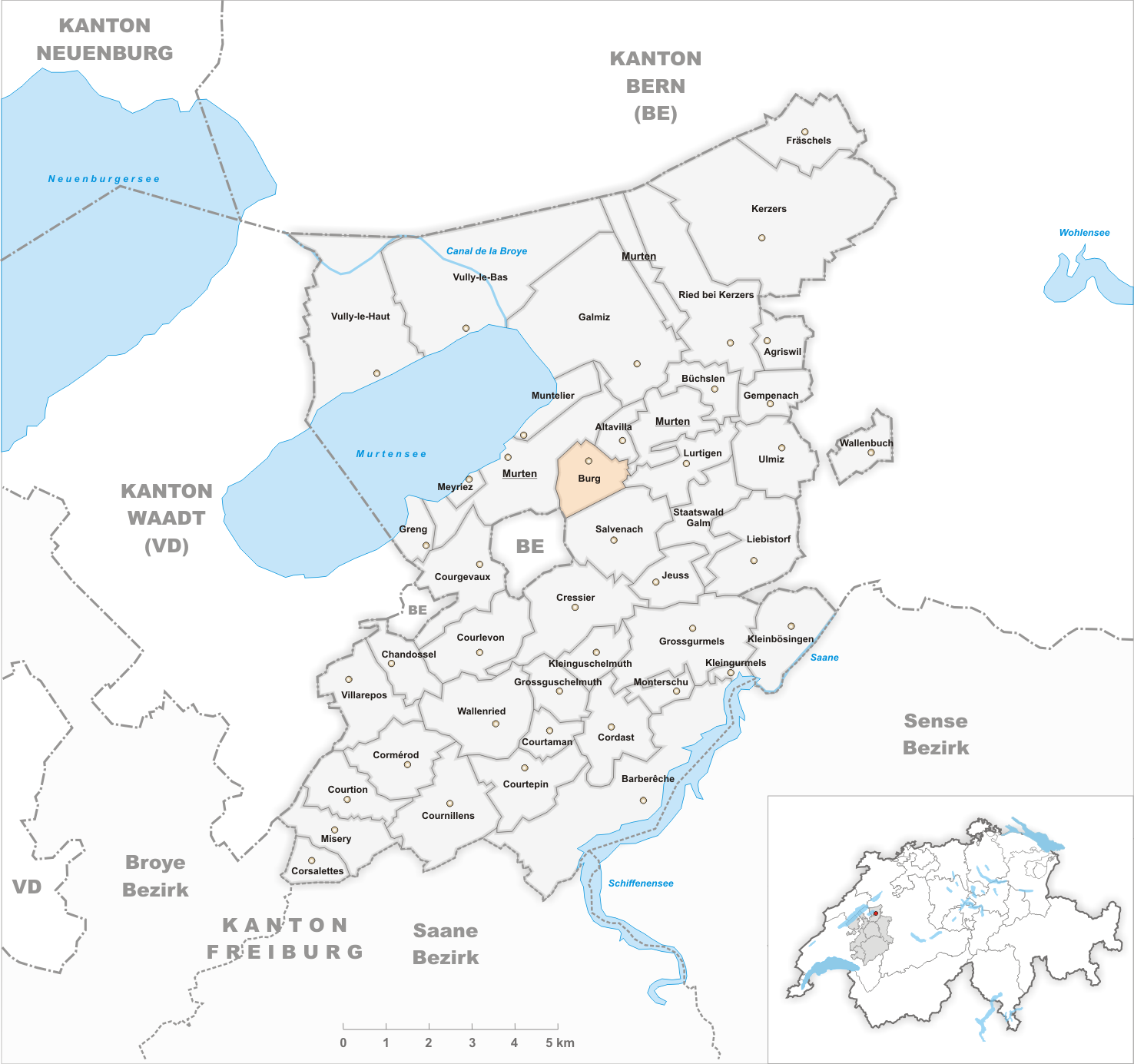
Gemeindestand vor der Fusion am 1. Januar 1975

Burg, teilweise auch Burg bei Murten genannt, ist eine Ortschaft und früher selbständige politische Gemeinde im Seebezirk (französisch: District du Lac) des Kantons Freiburg in der Schweiz. Der frühere französische Name des Dorfes lautet Châtel. Am 1. Januar 1975 wurde Burg nach Murten eingemeindet.

## Geographie
Burg liegt auf 518 m ü. M., zwei Kilometer östlich des Bezirkshauptortes Murten (Luftlinie). Das Bauerndorf erstreckt sich auf dem Hochplateau östlich des Murtensees, westlich des Erosionstals des Burggrabenbachs, im vom eiszeitlichen Rhonegletscher überformten Molassehügelland des nördlichen Freiburger Mittellandes zwischen dem Murtensee und dem Saanetal. Das ehemalige Gemeindegebiet umfasste das Plateau von Burg mit dem Taleinschnitt des Burggrabenbachs.

## Bevölkerung
Mit 167 Einwohnern (1970) zählte Burg vor der Fusion zu den kleinen Gemeinden des Kantons Freiburg. Die Bewohner sind überwiegend deutschsprachig. 1850 hatte das Dorf 216 Einwohner, 1900 246 Einwohner. Danach wurde bis 1970 eine kontinuierliche Bevölkerungsabnahme registriert. Zu Burg gehören das östlich des Burggrabens gelegene Gehöft Schloss Oberburg sowie einige Einzelhöfe.
Einwohnerzahlen: Volkszählungsdaten

## Wirtschaft
Burg war bis in die zweite Hälfte des 20. Jahrhunderts ein vorwiegend durch die Landwirtschaft geprägtes Dorf. Noch heute haben der Ackerbau, der Obstbau und die Viehzucht einen wichtigen Stellenwert in der Erwerbsstruktur der Bevölkerung. In den letzten Jahrzehnten hat sich das Dorf auch zu einer Wohngemeinde entwickelt. Viele Erwerbstätige sind deshalb Wegpendler, die hauptsächlich in der Region Murten arbeiten.

## Verkehr
Das Dorf liegt nur wenig neben der Hauptstrasse von Murten nach Düdingen. Der nächste Anschluss an die 1997 eröffnete Autobahn A1 (Bern-Lausanne) befindet sich rund 3 km vom Ortskern entfernt.

## Geschichte
Die erste urkundliche Erwähnung des Ortes erfolgte 1340 unter dem Namen Chastel. Später erschienen die Bezeichnungen Castro (1394), Castro villa (1413) und Burg (1510). Seit dem Mittelalter unterstand Burg der Herrschaft Murten. Von der mittelalterlichen Burg, die sich auf einem Vorsprung östlich des Burggrabentals befand, ist heute nur noch ein Graben zu erkennen. 1475 gelangte das Dorf als Teil der Landvogtei Murten unter die gemeinsame Verwaltung der Stände Bern und Freiburg.
Nach dem Zusammenbruch des Ancien Régime (1798) kam Burg an den Kanton Freiburg. Während der Helvetik und der darauf folgenden Zeit gehörte es zum Distrikt Murten, bevor es 1848 mit der neuen Kantonsverfassung in den Seebezirk eingegliedert wurde. Burg besitzt keine eigene Kirche, es gehört zur Pfarrei Murten. Ein Herrenhaus in Oberburg diente ab 1892 als Waisenhaus für den Seebezirk, wurde aber nach zwei Bränden 1965 geschlossen und abgerissen. Mit Wirkung auf den 1. Januar 1975 wurde Burg nach Murten eingemeindet.

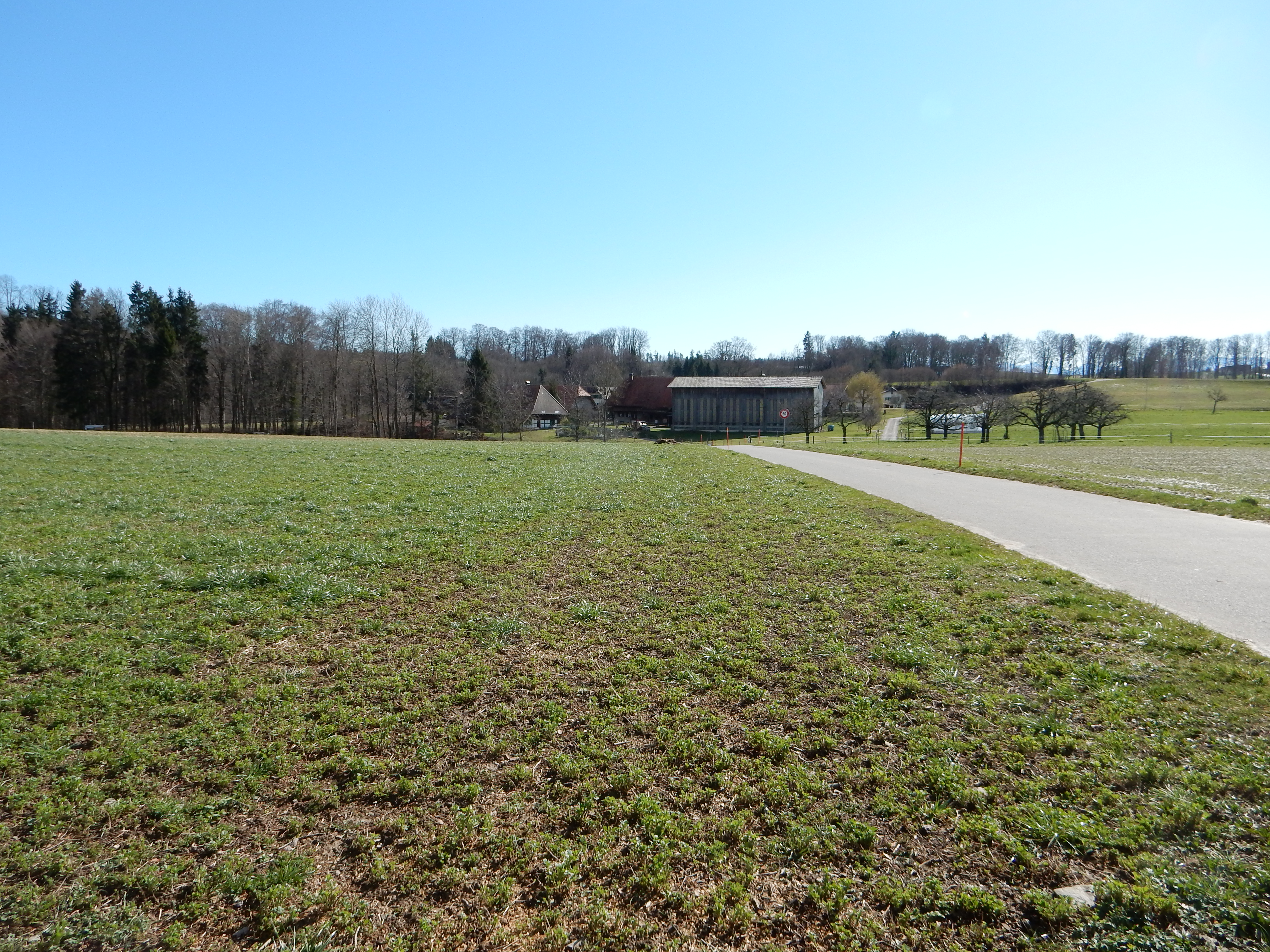
Burg liegt auf einem Hochplateau
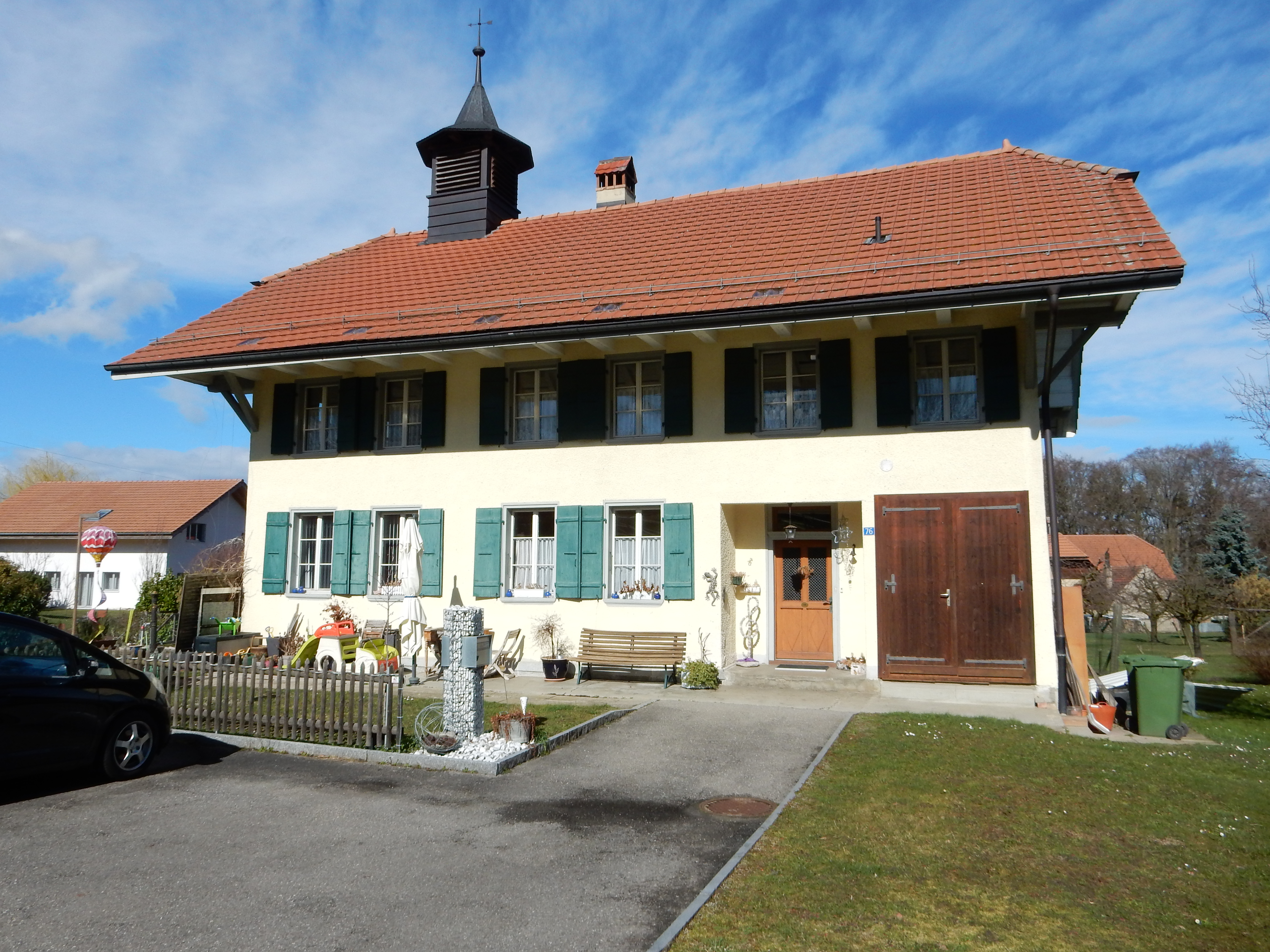
Im Dorf
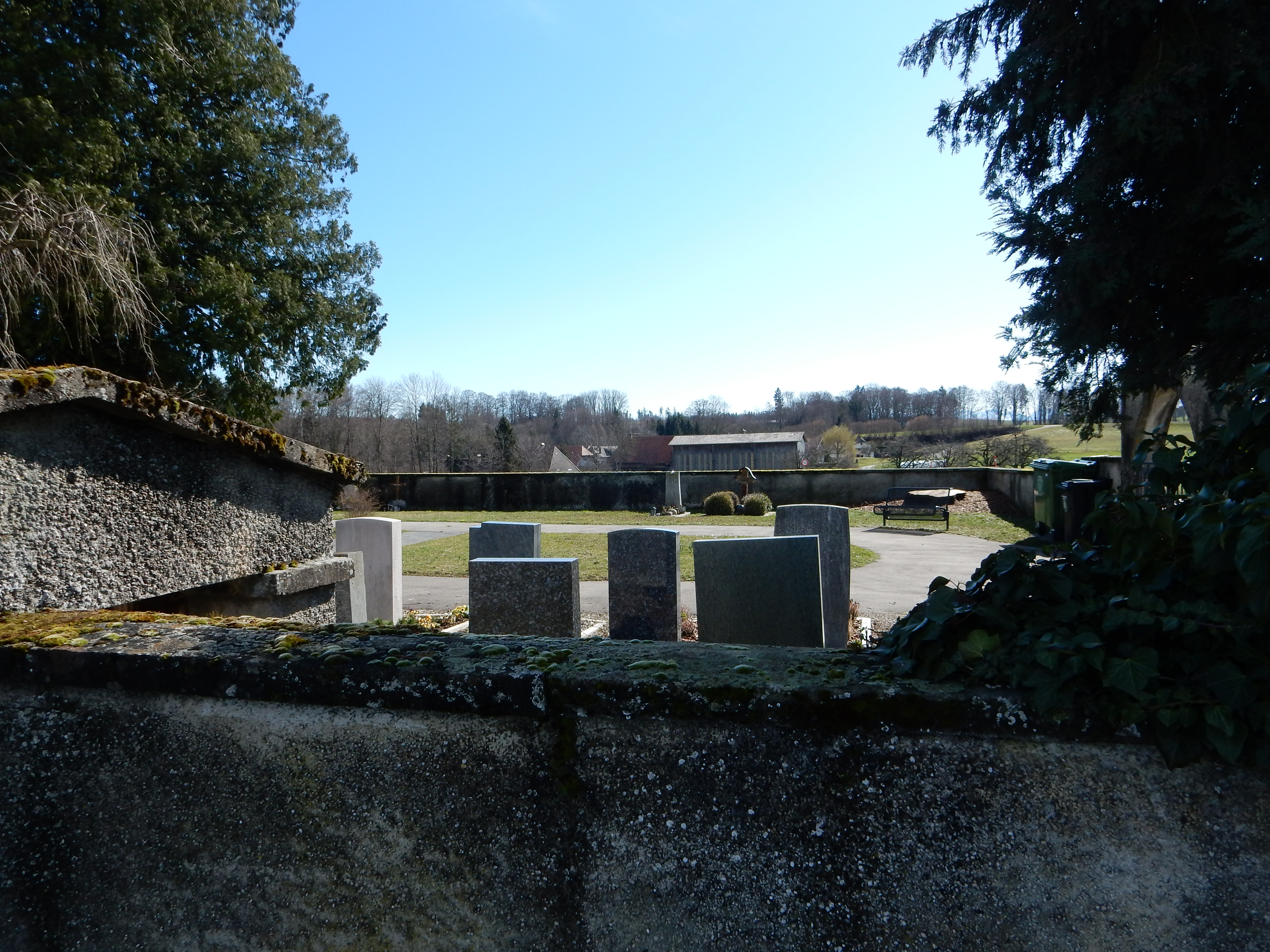
Der Friedhof und im Hintergrund das Dorf
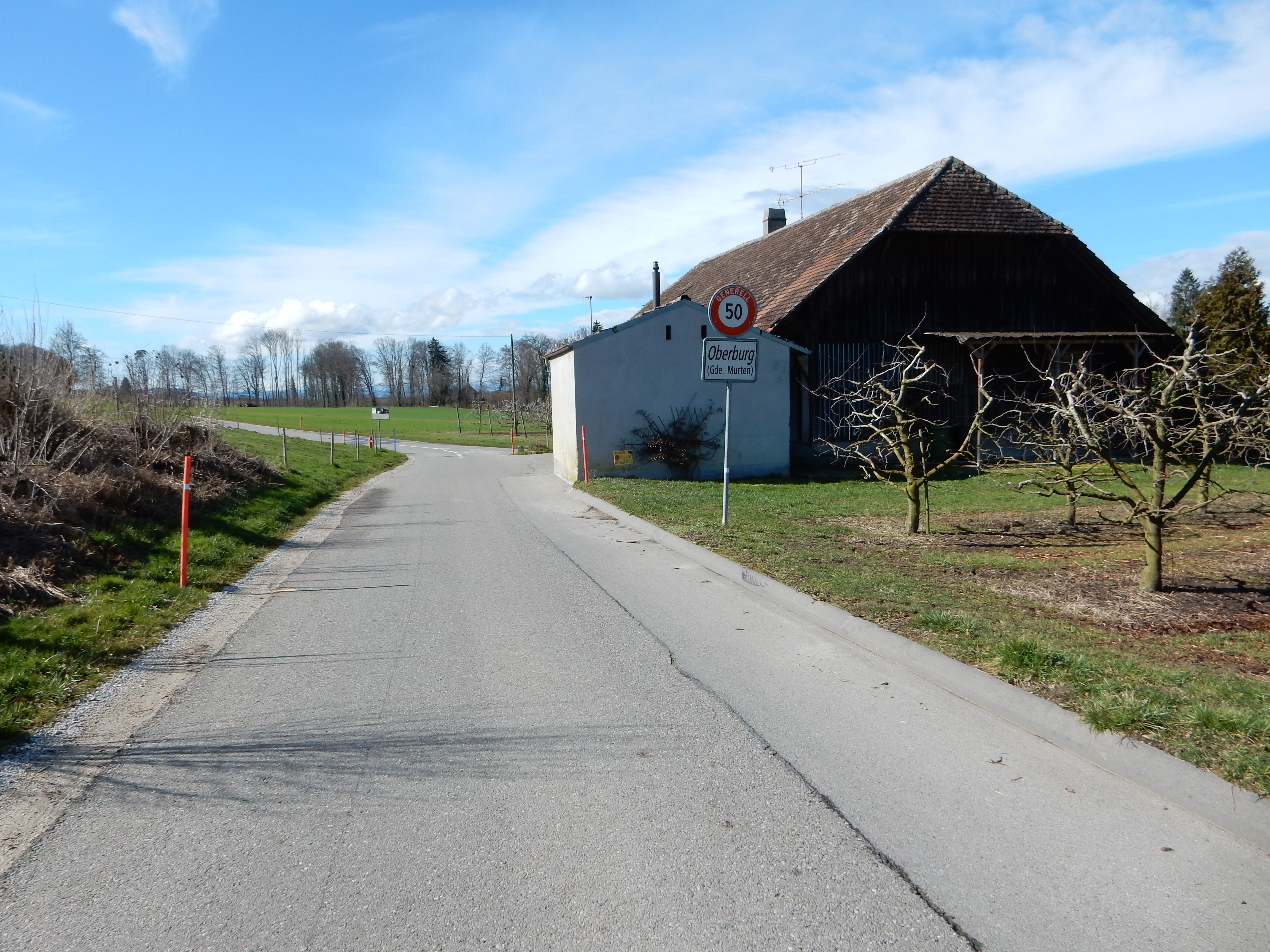
Das benachbarte Oberburg